# Théorème de Kneser (combinatoire)
Ne pas confondre avec le théorème sur les équations différentielles (en) d'Adolf Kneser.
En combinatoire additive, le théorème de Kneser, nommé d'après Martin Kneser, est un énoncé sur les sommes d'ensembles dans les groupes abéliens.

## Énoncé
Soient A et B deux parties finies non vides d'un groupe abélien G et H le sous-groupe (fini) des périodes de A + B :
alors :
ce qui entraîne : |A + B| ≥ |A| + |B| – |H| ; en particulier si |A + B| ≤ |A| + |B| – 2 alors A + B est périodique, i.e. possède des périodes non nulles.
De plus, si l'inégalité (✲) est stricte, alors |A + B| est même supérieur ou égal à |A + H| + |B + H|.